# Sergio Pini
Sergio Pini (Siena, 9 gennaio 1936) è un allenatore di calcio ed ex calciatore italiano, di ruolo centrocampista.

## Carriera

### Giocatore
Cresce nel Club Italia Torrenieri, passando alla Fiorentina nel 1954-1955, dove debutta in prima squadra nella Serie A 1956-1957 disputando una partita. Rimane nella squadra toscana fino al passaggio al Mantova nel 1959, dove si afferma come titolare del centrocampo virgiliano e disputa due campionati in Serie B ed altri quattro in Serie A dopo la promozione avvenuta al termine della stagione 1960-1961.
Nel 1965 si trasferisce al Lanerossi Vicenza dove gioca per altre due stagioni in massima serie.
In carriera ha totalizzato 147 presenze in Serie A.

### Allenatore
Dopo un infortunio avvenuto il 2 gennaio 1966 in un contrasto di gioco con il suo ex compagno di squadra Luigi Simoni, quest'ultimo, una volta diventato allenatore, ha affidato a Sergio Pini il ruolo di suo vice per molti anni; pertanto ha affiancato Simoni alla guida di numerose squadre tra cui ad esempio il Genoa, la Lazio, l'Inter ed il Torino.

## Palmarès

### Giocatore
- Coppa Grasshoppers:1

Fiorentina: 1956-1957

### Allenatore
- Coppa Uefa :1

Inter: 1997-98